# Flottenmanagement

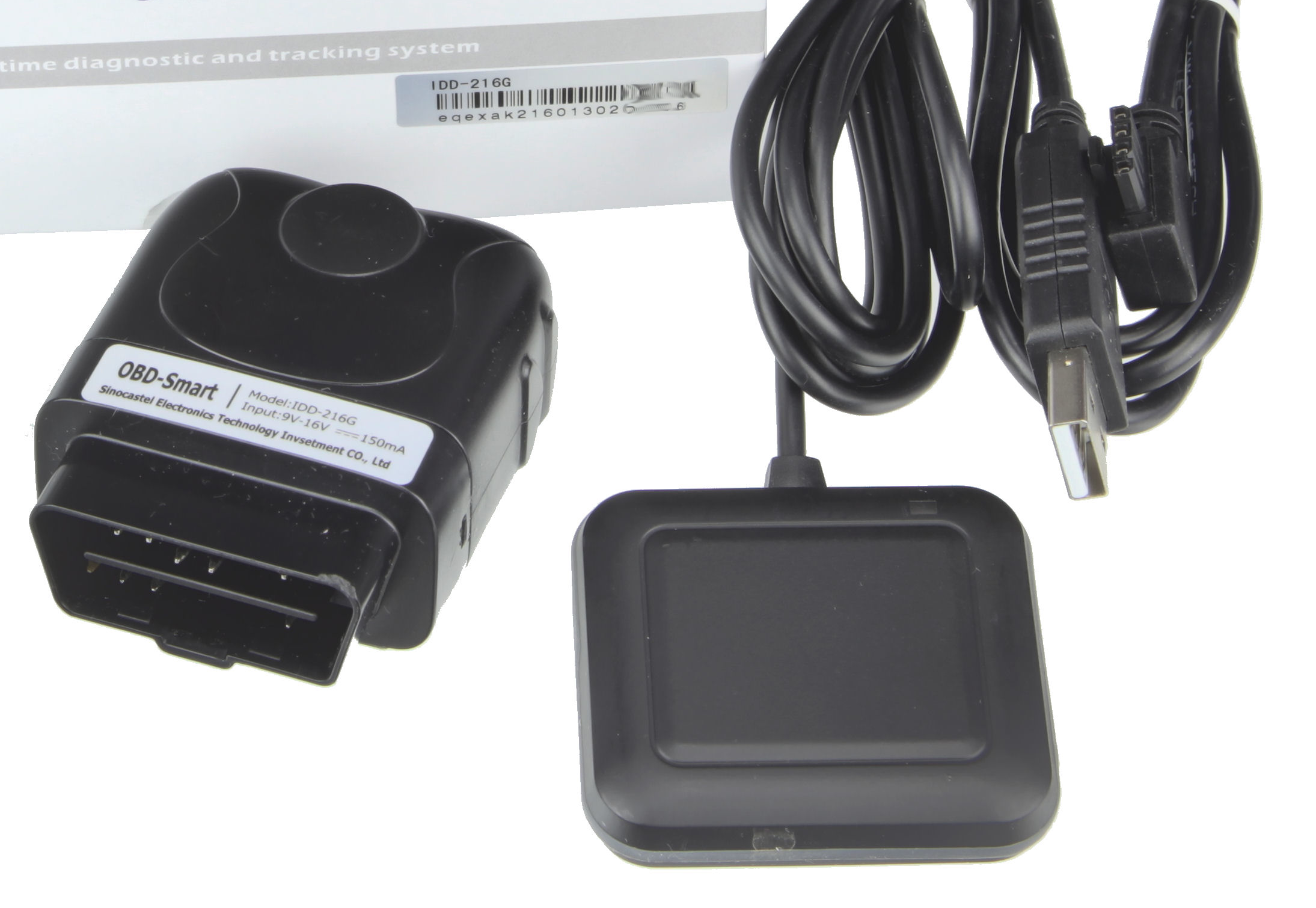
IDD-212G Tracker mit integriertem Beschleunigungssensor und externer GPS-Antenne für OBD II. Die gesammelten Daten werden über das interne GPRS Modul gesendet.

Flottenmanagement und Fuhrparkmanagement beschreiben das Verwalten, Planen, Steuern und Überwachen von Fahrzeugflotten (Fuhrpark). Dabei werden Wegstrecken von Fahrzeugen (Lkw, Pkw, Schiff, Bahn, Bus) unter Einbeziehung bestimmter Einflussparameter aufeinander abgestimmt, bewertet und optimiert. Ein Fuhrpark- und Flottenmanagement soll dabei helfen, alle Ressourcen und Leistungen bestmöglich einzusetzen sowie Probleme frühzeitig zu erkennen, zu beheben oder zu umgehen. Sonderformen stellen der Huckepackverkehr, der intermodale und der multimodale Verkehr dar, die mehrere Verkehrsmittel für das Transportieren von Gütern miteinander kombinieren.
Stand der Technik ist das digitale Flotten- oder Fuhrparkmanagement. Hierbei kommen komplexe softwaregestützte Systeme zum Einsatz, die die Arbeit des Anwenders – zum Beispiel des Disponenten eines Transportunternehmens – mit telemetrischen Daten aus dem Global Positioning System (GPS) sowie technischen Daten zum aktuellen Fahrzeugzustand unterstützen. Zu den wichtigen Zielen eines systematischen Fuhrpark- und Flottenmanagements gehören die Entlastung der Disposition, die Optimierung der Wegstreckenplanung sowie betriebliche Prozessoptimierungen und Kostensenkungen.

## Anwendungen

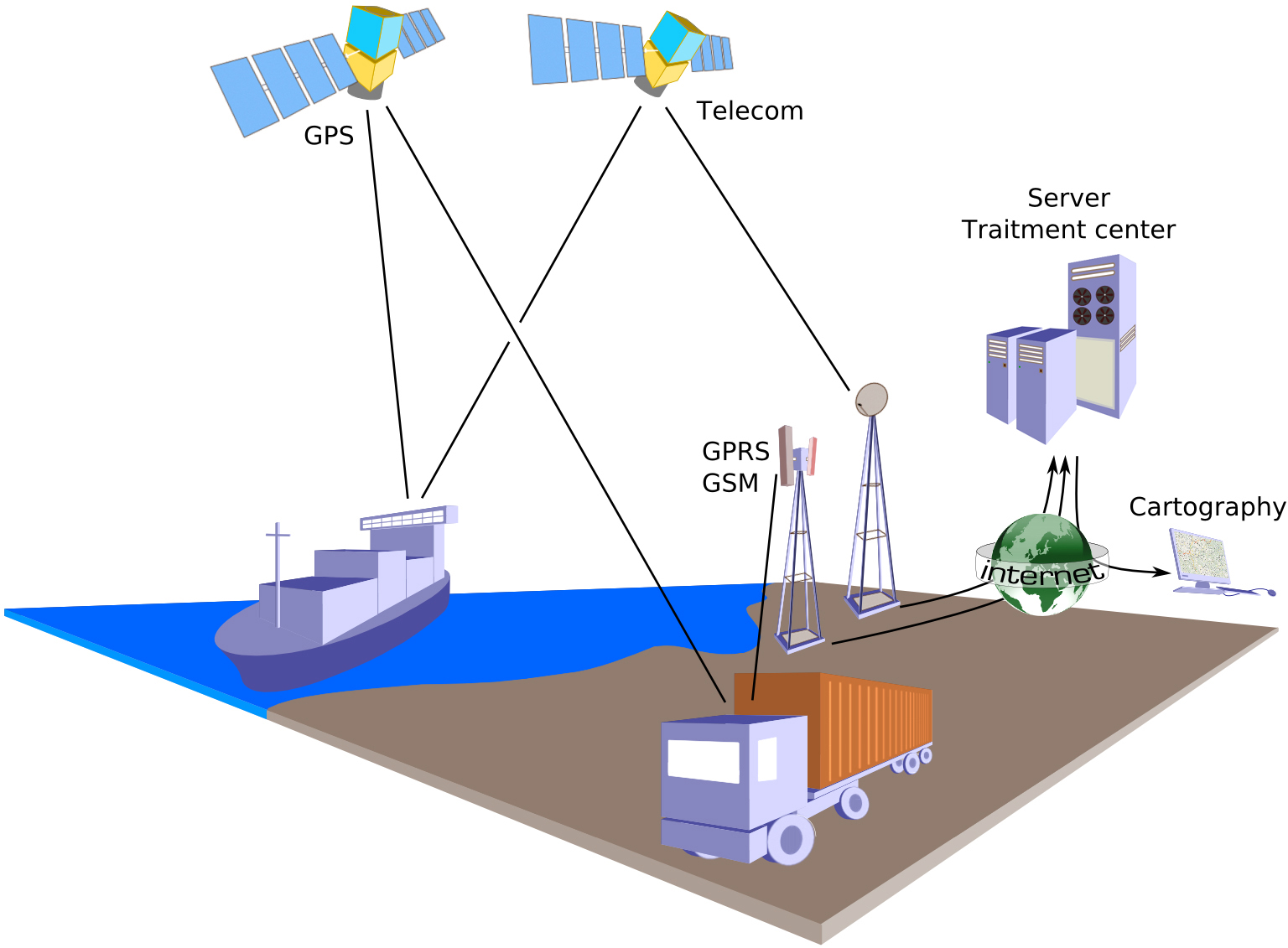
Funktionsprinzip der Geolokation: GPS-Daten werden per GPRS, GSM oder Satellit vom Fahrzeug gesendet. Über ein Datennetzwerk (zum Beispiel das Internet) werden die Daten an ein Rechenzentrum übertragen. Zusammen mit einem Kartendienst können die Daten dann grafisch aufbereitet werden.

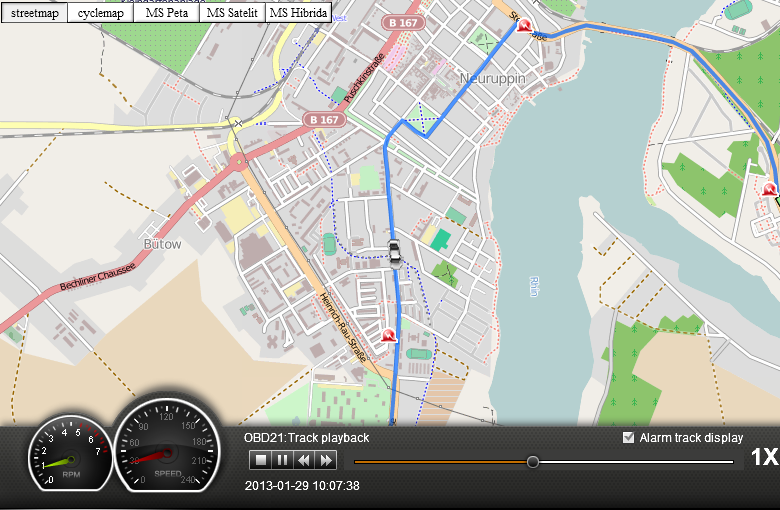
Aufgezeichnete Fahrstrecke mit Markierung von Alarmmeldungen und Wiedergabe der Fahrgeschwindigkeit und Motordrehzahl

Für den Begriff „Flottenmanagement“ gibt es keine feste Definition. Anbieter von Flottenmanagement-Diensten haben unterschiedliche Begriffs-Auffassungen. In aller Regel beinhaltet Flottenmanagement die Fuhrparkverwaltung und das Controlling. Im Fahrzeug kann dazu ein Gerät installiert werden, das regelmäßig Daten aufzeichnet und diese entweder in einem internen Speicher ablegt, von dem sie dann später ausgelesen werden können, oder die Daten automatisch in Intervallen per GPRS oder SMS an einen Datenserver sendet. Eine einfache Gerätekonfiguration sammelt lediglich die Positionsdaten des Fahrzeuges per GPS. Wird der Datenlogger zusätzlich mit dem Fahrzeugdiagnosesystem verbunden, können auch Daten der On-Board-Diagnose abgefragt und gesammelt werden. Von wesentlicher Bedeutung ist hierbei der FMS-Standard, der regelt, welche Daten von einem Flottenmanagementsystem vom Fahrzeug-CAN-Bus ausgelesen werden können/dürfen. So ergibt sich nicht nur ein Profil der zurückgelegten Fahrstrecke, sondern es kann auch die jeweilige Fahrsituation und der Betriebszustand des Fahrzeuges überwacht werden. Ein zusätzlicher Beschleunigungssensor kann Daten über extreme Brems- und Beschleunigungsmanöver liefern und so ggf. auf einen Unfall hinweisen. Werden zuvor definierte Grenzwerte überschritten, kann dem Betreiber eine Alarmmeldung per SMS oder über den Datenserver (Machine to Machine) zugestellt werden. Zu den interessanten Werten gehören:
- Fahrzeuggeschwindigkeit (diese ließe sich aber auch über die GPS-Daten berechnen)
- Motordrehzahl
- Kühlmitteltemperatur
- Fehlerspeicher
- Kraftstoffverbrauch bei Bus oder Lkw über den CAN-Bus

Bei älteren Fahrzeugen ohne CAN-Bus kann aus verschiedenen Messwerten dann der Kraftstoffverbrauch näherungsweise errechnet werden. Um die Flexibilität zu verbessern, bieten moderne Systeme für Flottenmanagement (Telematiksysteme) die Möglichkeit, einzelne Sensoren nachzurüsten und per Funk an das System anzuschließen, beispielsweise einen Temperatursensor für einen Auflieger.
Hauptsächlich kommt Flottenmanagement in Unternehmen mit einem größeren Bestand an Dienstwagen, Speditionen, Taxidiensten, Autovermietungen, Rettungsorganisationen und in der Schifffahrt zum Einsatz. Grundsätzlich spricht man von Flottenmanagement, wenn täglich viele Fahrzeuge gewartet, instand gesetzt und koordiniert werden.
Auch die Bereitstellung von Ladungssicherungssystemen im Güterkraftverkehr fällt in diesen Aufgabenbereich, ebenso der Austausch von Zurrgurten nach der Ablegereife. Zunehmend setzen sich webbasierende Lösungen durch. Diese sind u. a. auch für Serviceorganisationen im Umfeld des Handwerks interessant.

## Fuhrparks in Deutschland

### Kraftfahrzeuge
In Deutschland gibt es rund 1,6 Millionen Firmenfuhrparks mit fast vier Millionen Fahrzeugen (2011). Zu dem Aufgabengebiet der Fuhrparkverantwortlichen gehören einige komplexe Themen wie die Organisation der Flottenversicherung und des Schadenmanagement oder die Zusammenarbeit mit Leasing- und Fuhrparkmanagement-Anbietern. Die Interessen der Fuhrparkmanager und Fuhrparkverantwortlichen werden unter anderem durch den Bundesverband betriebliche Mobilität (bis 2022: Bundesverband Fuhrparkmanagement) vertreten. Weiterbildungen zum Fuhrparkmanager bieten verschiedene kommerzielle Anbieter.

### Eisenbahn
Auch die Eisenbahn nutzt ein Flottenmanagement. Jedes EVU hat dabei seine eigene Verwaltung. Bei der Deutschen Bahn AG gab es im Fernverkehr bis 2012 lokale Flottenmanagements an sieben verschiedenen Standorten. Diese wurden in ein zentrales Flottenmanagement mit Sitz in Frankfurt am Main zusammengefasst. Im alten System waren folgende Fahrzeugbaureihen wie folgt zugeordnet:
- Flottenmanagement Hamburg: IC-Wagenparks, MET-Wagenparks, Loks der Baureihe 101, ICE 1
- Flottenmanagement Berlin: IC-Wagenparks, ICE 2
- Flottenmanagement Hannover: IC-Wagenparks
- Flottenmanagement Dortmund: IC-Wagenparks, Wagenparks der Nachtzüge
- Flottenmanagement Frankfurt am Main: ICE 3M, ICE-T kurz
- Flottenmanagement Karlsruhe: IC-Wagenparks
- Flottenmanagement München: Loks der Baureihe 103, Loks der Baureihe 120, ICE 3, ICE-T lang, ICE-TD

#### Umlaufkennziffer
Die Deutsche Bahn nutzt zur Zuordnung und Kennzeichnung ihrer Wagenparks im Fernverkehr sogenannte Umlaufkennziffern. Diese ordnen einen Fahrzeugpark einem festen Flottenmanagement zu. Sie sind im Zugbildungsplan im Abschnitt B.2.4. Umlaufkennziffern hinterlegt.
| Umlaufkennziffer Kennung | Flottenmanagement Bereich | Verwaltungssitz  |
| ------------------------ | ------------------------- | ---------------- |
| F1                       | Nord                      | Hamburg          |
| F2                       | Ost                       | Berlin           |
| F3                       | nicht mehr in Nutzung     | Hannover         |
| F4                       | West                      | Dortmund         |
| F5                       | Mitte                     | Frankfurt (Main) |
| F6                       | nicht mehr in Nutzung     | Karlsruhe        |
| F7                       | Süd                       | München          |
| F8                       | Zentrale                  | Frankfurt (Main) |

## Datenschutz
Die Möglichkeiten des Flottenmanagements ermöglichen zusammen mit einem Datenlogger die Vollüberwachung des Fahrers. Dies kann zu einer persönlichkeitsrechtlichen Beeinträchtigung führen. Für den Betroffenen ist keine unbeobachtete Bewegung mehr möglich, da er unter dem Druck steht, sich angepasst und wie (z. B. vom Arbeitgeber) erwartet, zu verhalten. Es muss deshalb eine Interessensabwägung zwischen den Kontrollinteressen des Betreibers und den Datenschutzinteressen des Betroffenen stattfinden. Die Rechtsgrundlage für den Einsatz einer Überwachungslösung kann zwischen Arbeitnehmer und Arbeitgeber u. a. durch die Einwilligung des Arbeitnehmers im Arbeitsverhältnis oder eine Betriebsvereinbarung geschaffen werden. Auch sind die Rechte von georteten Personen zu beachten, die nicht Vertragspartner des Dienstanbieters sind (z. B. Fahrgäste in einem überwachten Taxi oder Bus). Das heimliche Tracking (zum Beispiel eines Ehepartners) ist datenschutzrechtlich unzulässig.